# Mauro Formica
Pour les articles homonymes, voir Formica (homonymie).
Mauro Abel Formica, né le 4 avril 1988 à Rosario, est un footballeur argentin. Il évolue au poste de meneur de jeu et est capable d'évoluer dans l'axe ou sur un côté.

## Biographie
Né en Argentine en 1988, il commence à jouer au football dans plusieurs petites équipes de 2e et 3e division argentine. Il signe un contrat avec les Newell's Old Boys pour 4 ans dès ses 18 ans. Très vite, il démontre sur le terrain de grandes qualités avec un football discipliné, technique et rapide.
Il est rapidement convoité par de grandes équipes européennes, telles que l'Ajax Amsterdam, l'AS Monaco, Galatasaray ou Arsenal. Il s'engage finalement le 31 janvier 2011 avec le club anglais des Blackburn Rovers. Lors du mercato d'hiver 2013, il est prêté avec le dernier de la série A italienne, l'US Palerme. 
Quant à sa carrière en équipe nationale, il fête sa première sélection le 5 juin 2011, dans un match ou l'Argentine s'inclina 2-1 face à l'équipe nationale de Pologne.

## Palmarès
- Ligue des champions de la CONCACAF : 2014